# کلیسای آل سنت، آکسفورد
کلیسای آل سنت، آکسفورد (انگلیسی: All Saints Church, Oxford) در قسمت شمالی خیابان اصلی در مرکز آکسفورد، انگلستان قرار دارد. این کلیسا در حال حاضر کتابخانه کالج لینکلن است و در بنای فهرست‌شده لیست شده‌است. این کلیسا در سال ۱۱۲۲ تأسیس شد و در سال ۱۷۲ با سالنی شامل ۳۵۰ صندلی تکمیل شده‌است.